# 隐棘真缘吸虫
隐棘真缘吸虫（学名：Euparyphium inerme）为棘口科真缘属的动物。分布于印度尼西亚、美国以及中国大陆的福建等地，营寄生生活，宿主水獭（福建）、水獭（印度尼西亚）、水绍（北美）以及寄生于胃部。